# Agnes Brattlund
Agnes Cecilia Elisabeth Brattlund, född 5 maj 1993 i Södertälje, är en svensk basketspelare i Södertälje BBK.
Den 179 cm långa Brattlund har spelat hela karriären i Södertälje BBK och började spela när hon var 6-7 år. Hon spelade i det svenska U15-landslaget 2008, U16-landslaget 2009 bland annat i ungdoms-OS.